# 連紹寺
連紹寺（れんしょうじ）は、島根県出雲市今市町にある日蓮宗の寺院で山号は妙法山である。旧本山は京都妙覚寺、親師法縁。

## 歴史
寺伝によれば京都妙覺寺の学僧、本迹院日祇（平田市法恩寺、石見銀山妙正寺等も開山する。）を開山に創建された。その後天文元年（1532年）今市町新町に草庵が建立された。享保10年（1725年）火災により焼失した。現在の本堂は明和8年（1771年）妙心院日義（12世）の代に山田左衛門（本山田家7代当主）の寄進により再建されたもの。

## 境内
- 本堂

## 旧末寺
日蓮宗では昭和16年（1941年）に本末を解体したため、現在では、旧本山、旧末寺と呼びならわしている。
- 清林山涼池院（出雲市大津町）

## 歴代
- 本迹院日祇（開山）
- 玄妙院日静（9世）
- 妙心院日義（12世）
- 獅子行院日淳（27世、俗名は米田淳雄（1924年－2015年5月13日）、『平成新修日蓮聖人遺文集』を編纂したことで知られる。）
- 米田宣雄（28世）
- 米田暁雄（29世、現住職、平成16年（2004年）度大荒行堂初行成満、平成21年（2009年）度再行成満。）

## 関連資料
- 『仏事』 2014年4月号